# Javier de Montini
Enrique Suero Llera, conocido profesionalmente como Javier de Montini (Carrandi, Colunga, Asturias, 3 de octubre de 1936) es un periodista español, especializado en crónica social.

## Biografía
Tras cursar estudios de Latín y Humanidades y de Filosofía Escolástica en Valdediós y Oviedo (1948-1956) y de Teología en la Universidad Pontificia de Salamanca entre 1956 y 1958, decide dar un rumbo a su futuro profesional y personal y comienza su labor como periodista, primero en La Nueva España, publicación de su Asturias natal entre 1958 y 1960. En octubre de 1961 se instala en Madrid, ciudad en la que empieza a colaborar en distintos medios escritos, como los diarios Madrid o Pueblo. Ejerció de reportero y de redactor-jefe de la Agencia SUNC (Servicio Universal de Noticias y Colaboraciones) de 1963 a 1966.
En 1966 inicia su relación profesional con la Agencia Efe. Durante esa etapa llega a obtener el Premio Azorín de Periodismo. Su relación con la conocida como prensa rosa comienza en mayo de 1972 cuando se inicia su colaboración con la revista Lecturas con sede social en Barcelona. Su primera función en la publicación fue la de redactor, creando la redacción de Madrid. En años sucesivos fue promocionándose, hasta alcanzar los cargos de director en Madrid y  delegado y apoderado de la empresa propietaria de Lecturas, Grupo HYMSA, más adelante Grupo HYMSA-EDIPRESSE. Se jubiló en 2006 en la misma revista. Ese mismo año la revista fue vendida al grupo RBA. El Centro Asturiano de Madrid, le entregó en 2020 su Manzana de Oro, el máximo galardón que concede la entidad. En 2024, la localidad de Carrandi donde nació le dedicó una plaza con su nombre.
En el medio televisivo, desde mediados de los años 90, colaboró en programas como Pasa la vida (1994) de Televisión Española, Tómbola (1997) del autonómico Canal 9 o el especial "Las mujeres del escándalo" (1994) en Telecinco.  
Como autor, ha publicado El descontento muerde la pipa y La piel del diablo y "Rocío Dúrcal, una estrella en el cielo".